# The Slender Thread
The Slender Thread és un thriller americà de Sydney Pollack estrenada l'any 1965. Inspirat d'una història verdadera relatada per Shana Alexander en un article de Life Magazine, es tracta del primer llargmetratge del realitzador.

## Argument
Alan (Sidney Poitier), un estudiant de Seattle voluntari en un centre d'atenció telefònica d'urgència, rep una trucada d'una dona anomenada Inga (Anne Bancroft), que li diu que acaba de prendre una dosi letal de comprimits i que vol parlar amb algú abans de morir. La intriga posa en escena els esforços d'Alan, d'un psiquiatre (Telly Savalas) i d'un inspector (Ed Asner) per localitzar aquesta dona i el seu marit (Steven Hill).

## Repartiment
- Sidney Poitier - Alan Newell
- Anne Bancroft - Inga Dyson
- Telly Savalas - Dr. Joe Coburn
- Steven Hill - Mark Dyson
- Edward Asner - Detectiu Judd Ridley
- Indus Arthur - Marian
- Paul Newlan - Sergent Harry Ward
- Dabney Coleman - Charlie
- H. M. Wynant - Doctor Morris
- Robert F. Hoy - Steve Peters
- Greg Jarvis - Christopher 'Chris' Dyson
- Jason Wingreen – tècnic
- Marjorie Nelson - Mrs. Thomas
- Steven Marlo - Arthur Foss

## Nominacions
- Oscar a la millor direcció artística per Hal Pereira, Jack Poplin, Robert R. Benton, Joseph Kish
- Oscar al millor vestuari per Edith Head
- Globus d'Or al millor guió per Stirling Silliphant